# María Isabel
María Isabel López Rodríguez (Ayamonte, Huelva, Espanha, 4 de Janeiro de 1995), é uma cantora e atriz espanhola. A sua fama deve principalmente ao facto de ser a vencedora do Festival Eurovisão da Canção Júnior 2004, com a canção "Antes muerta que sencilla". Suas canções tem um ritmo flamenco mas com toque de pop.

## Biografia
Lançou seu primeiro álbum no mesmo ano, com o nome "No me toques las palmas que me conozco" com o tema vencedor Festival Eurovisão da Canção Júnior 2004 "Antes muerta que sencilla". Em 2005, 2006, 2007 e 2009 lançou os seguintes álbuns: Número 2, Capricornio, Angeles S.A e Los Lunnis con María Isabel respectivamente.
Seu município natal, Aiamonte, nomeou ela como sua "filha predilecta" e fizeram um parque infantil com uma escultura dela. Foi a encarregada de entregar o troféu do Festival Eurovisão da Canção Júnior 2005 à vencedora, Ksenia Sitnik, a participante bielorrussa. Em 2005, lançou o álbum "Número 2", com o lançamento desse álbum ela aproveitou para criar seu próprio perfume chamado "María Isabel Número 2". Em 2006 lançou à venda o disco Capricornio. Em 2007 realizou um filme intitulado "Ángeles S.A". Em 2008, foi uma dos artistas convidados ao programa e concurso "Al pie de la letra". Desde o início de 2009 apresenta o programa infantil na televisão "Los Lunnis" e por consequência no final de 2009 lançou o álbum "Los Lunnis con María Isabel".

## Discografia

### Álbuns
- "No me toques las palmas que me conozco" (2004)
- "Número 2" (2005)
- "Capricornio" (2006)
- "Angeles S.A" (2007)
- "Los Lunnis con María Isabel" (2009)
- " Amiga de Tacyo Alves" (2013)

## Singles
- "Antes muerta que sencilla" (2004)
- "No me toques las palmas que me conozco" (2004)
- "La vida es bella" (2004)
- "Pues va a ser que no"  (2005)
- "En Mi Jardín" (Hope Has Wings) (2006)
- "Quién Da La Vez" (2006)
- "De Qué Vas" (2006)
- "Cometas de Cristal"  (2007)
- "El Mundo Al Reves" (2007)
- "Cuando No Estás" (2007)
- "Cosquillitas" (2009)

## Filmografia

### Televisão
- Los Lunnis (2009 - 2011)

### Filmes
- Ángeles S.A (2007)